# Фейман, Дэвид
Дэвид Фейман (англ. David Faiman; р. в 1944, Великобритания) — израильский инженер-физик, мировой эксперт по солнечной энергетике. Он является директором Национального центра солнечной энергии Бен-Гуриона и главой Департамента энергетики и солнечной физики окружающей среды в Институте исследования пустыни при Университете Бен-Гуриона.

## Образование
Учился в Лондонском университета. Получил степень доктора философии в Иллинойсском университете в Урбана-Шампей в 1969 году. В сентябре 1973-го, за две недели до начала войны Судного дня, эмигрировал из Великобритании в Израиль. Работал физиком-теоретиком в научно-исследовательском институте им. Вейцмана. Позже Амос Ричмонд попросил его помощи в создании Института исследования пустыни Якоба Блауштейна при Университете Бен-Гуриона в Сде-Бокер. В 1976 году Фейман присоединился к Университету Бен-Гуриона и помог учредить институты Блауштайна, после чего сосредоточился на своем исследовании в области прикладной солнечной энергии. В 1995 году стал штатным профессором Университета. Он также является директором Национального центра солнечной энергии Бен-Гуриона и главой Департамента энергетики и солнечной физики окружающей среды в Институте исследования пустыни.

## Личная жизнь
Фейман живет в Сде-Бокер, Израиль, в пассивном солнечном доме, где работа всех систем обогрева и охлаждения поддерживается солнцем.